# Kirsty Myles
Kirsty Myles (ur. 24 lutego 1986 w Edynburgu) – brytyjska wioślarka.

## Osiągnięcia
- Mistrzostwa Świata U-23 – Glasgow 2007 – czwórka bez sternika – 3. miejsce[1].
- Mistrzostwa Europy – Ateny 2008 – ósemka – 2. miejsce[1].